# Erekamerheer met Kap en Degen
Een erekamerheer met Kap en Degen was een honorair kamerheer van de paus.
De eretitel werd tot 1968 aan voorname katholieke leken verleend. Deze hoefden niet van adel te zijn zoals de werkelijk dienstdoende geheim kamerheer met Kap en Degen.
Nederlandse erekamerheren met Kap en Degen waren onder meer Willem van Waterschoot van der Gracht (1873-1943) en Willem Joseph Rudolph Dreesmann (1885-1954). Aan Willem Dreesmann werd in 1924 pauselijke adeldom verleend; in 1926 werd hij pauselijk graaf; in 1929 werd hij benoemd tot geheim kamerheer met Kap en Degen.
De kamerheren van de pausen deden als familiares, leden van de famiglia pontificia, dienst aan het hof in Rome en Castel Gandolfo. Zij deden dienst tijdens audiënties en omringden, samen met gardistenpriesters en tal van andere functionarissen en hoogwaardigheidsbekleders de paus wanneer deze zijn intrede deed in de Sint-Pieter. Paus Paulus VI heeft in 1968 de pracht en praal van het hof sterk beperkt. 